# Борозенец, Степан Николаевич
Степа́н Николаевич Борозене́ц (20 августа 1922 — 26 августа 2016) — лётчик-штурмовик, участник Великой Отечественной войны, Герой Советского Союза, полковник, военный лётчик 1-го класса.

## Биография

### Довоенная биография
Родился в с. Актюба Киргизской (Казахской) АССР (ныне Уланский район Восточно-Казахстанской области Казахстана) в крестьянской семье, русский.
После окончания средней школы с ноября 1940 года по апрель 1941 года прошёл курс обучения в Семипалатинском аэроклубе.
В апреле 1941 года был призван в РККА и направлен в военную авиационную школу пилотов.
С мая 1941 года — курсант Первой Чкаловской военно-авиационной школы пилотов им. К. Е. Ворошилова, которую окончил в июне 1943 года в звании младшего лейтенанта.
После завершения полного курса обучения был направлен в 34-й запасной авиационный полк (ЗАП),
базировавшийся на аэродроме Дядьково севернее г. Дмитров Московской области. Полк занимался подготовкой экипажей штурмовиков Ил-2 к ведению боевых действий.

### Участие в Великой Отечественной войне
В октябре 1943 года Борозенец С. Н. был направлен в действующую армию на 1-й Белорусский фронт (впоследствии 2-й Белорусский фронт), в 4-ю воздушную армию, 4-й штурмовой авиационный корпус (ШАК).
Лётчик, затем командир звена 569-го штурмового авиационного Осовецкого орденов Красного Знамени и Суворова III степени полка (ШАП) 199-й штурмовой авиадивизии 4-го штурмового авиакорпуса 4-й воздушной армии 2-го Белорусского фронта.
Лейтенант Борозенец С. Н. произвёл более 100 боевых вылетов на штурмовку военных объектов противника. 

Его штурмовик в боях уничтожил:
- Танки — 3
- Паровозы — 6
- Вагоны — около 120
- Склады с горючим и боеприпасами — 9
- Батареи зенитной и полевой артиллерии — 36
- Автомашины — 84

В составе нештатной разведывательной авиационной эскадрильи 4-го ШАК Борозенец С. Н. на своём Ил-2 неоднократно выполнял полёты на воздушную разведку.
Участвовал в операциях по прорыву укреплённой полосы и уничтожению окружённой вражеской группировки в районе г. Бобруйска, в разгроме Восточно-Прусской группировки противника, в Данцигско-Гдынской операции, в прорыве укреплённой полосы противника на западном берегу реки Одер.
В июле 1944 года в бою в районе г. Слоним штурмовик С. Н. Борозенца был подбит. Лётчик сумел посадить горящий самолёт на железнодорожную насыпь, пересекавшую лесной массив, получив при этом серьёзные травмы лица и спины.
В феврале 1945 года при возвращении с боевого задания над территорией Польши эскадрилья штурмовиков была атакована группой из 52 истребителей противника. Самолёт С. Н. Борозенца был обстрелян, лётчик получил ранение, а его воздушный стрелок, рядовой Леонид Балашенко, погиб.
Окончание войны Борозенец С. Н. встретил в Германии на аэродроме Рехлин к северу от г. Берлин.
Указом Президиума Верховного Совета СССР от 18 августа 1945 года за геройский подвиг, проявленный при выполнении боевых заданий командования на фронте борьбы с немецкими захватчиками, лейтенанту Борозенцу Степану Николаевичу присвоено звание Героя Советского Союза с вручением ордена Ленина и медали «Золотая Звезда».

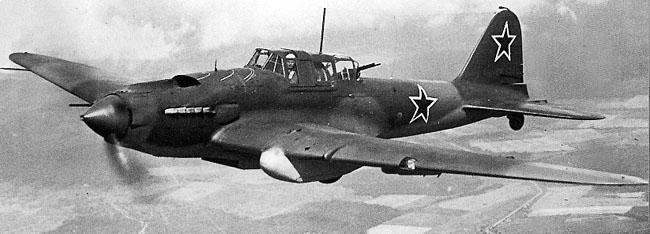
Штурмовик Ил-2

### Послевоенная биография
После войны продолжил службу в Вооружённых Силах СССР. В сентябре 1945 года 569-й штурмовой авиационный полк был перебазирован из Рехлина в Польшу на аэродром Бжег (Бриг), где находился до конца 1945 года. Затем личный состав полка, оставив свои самолёты, был перебазирован в Закавказский военный округ на аэродром Насосная севернее г. Баку Азербайджанской ССР. Новая матчасть (самолёты Ил-2) были получены в пути на авиационном заводе № 30 в г. Москве.
В апреле 1946 года 199-я штурмовая авиационная дивизия была расформирована. Борозенцу С. Н., к тому моменту командиру эскадрильи, был предложен перевод на должность командира звена в 166-й гвардейский штурмовой авиационный полк 10-й гвардейской шад, базировавшийся на аэродроме Кутаиси Грузинской ССР и летавший на самолётах Ил-10. Занимал должности командира звена, зам. командира эскадрильи, командира эскадрильи.
В 1948 году окончил Тамбовские высшие авиационные курсы слепой и ночной подготовки лётчиков. В сентябре 1952 года поступил и в ноябре 1956 года окончил командно-штабной факультет Военно-воздушной академии им. Ю. А. Гагарина. В период учёбы летал на самолёте МиГ-15.
После окончания академии был направлен в 230-й бомбардировочный авиационный полк 32-й бомбардировочной авиационной дивизии Прикарпатского военного округа, базировавшийся на аэродроме Черляны юго-западнее г. Львов Украинской ССР и летавший на самолётах Ил-28, затем на Як-28. Занимал должности командира эскадрильи, зам. командира полка, командира полка.
С октября 1965 года переведён на должность офицера отдела боевой подготовки штаба 14-й воздушной армии в г. Львове. С лета 1967 года и по декабрь 1972 года проходил службу в Южной группе Войск (ЮГВ) на территории Венгрии, в г. Будапеште в должности старшего офицера отдела боевой подготовки штаба 36-й воздушной армии. С 1972 года по 1990 год проживал в г. Харькове Украинской ССР.
Работал старшим преподавателем кафедры тактики в Харьковском высшем военном авиационном училище лётчиков (ХВВАУЛ). С марта 1978 года полковник Борозенец С. Н. — в запасе.
Работал инженером в Харьковском проектном и научно-исследовательском институте ПромСтройНИИПроект. С 1990 года по 1995 годы проживал в Москве. Участник исторической части Парада Победы 9 мая 1995 года, состоявшегося в честь 50-летия Победы в Великой Отечественной войне. В 1995 году по состоянию здоровья переехал в г. Чикаго (США) на лечение, где проживал до конца жизни. На момент смерти являлся последним Героем Советского Союза, проживавшим на территории США.

## Награды
- Медаль «Золотая Звезда» Героя Советского Союза (№ 8207)
- Орден Ленина
- Орден Красного Знамени
- Три Ордена Отечественной войны I степени
- Орден Отечественной войны II степени
- Два Ордена Красной Звезды
- Орден «За службу Родине в Вооружённых Силах СССР» III степени
- Медаль «За взятие Кенигсберга»
- Медаль «За победу над Германией в Великой Отечественной войне 1941—1945 гг.»
- Медаль «За боевые заслуги»
- Юбилейные медали

## Память
Имя Борозенца С. Н. носила пионерская дружина школы с. Актюба Таврического (ныне Уланского) района Восточно-Казахстанской области.
В г. Москве в средней школе N 956 с 1995 года работает музей боевой славы 569-го штурмового авиационного полка.